# Kent Brockman
Kent Brockman è un personaggio della serie animata I Simpson. È l'anchorman locale di Springfield ed è apparso per la prima volta nel dodicesimo episodio della prima stagione, Krusty va al fresco. È doppiato da Harry Shearer in originale e dal giornalista Federico Neri nella versione italiana fino alla trentaduesima stagione. Dalla trentatreesima, in seguito alla scomparsa di Neri, è doppiato dal giornalista romano Fabio Camillacci.

## Personaggio
Kent Brockman è un giornalista che conduce il notiziario settimanale su Canale 6, dove conduce anche altre trasmissioni televisive come Smartline (parodia di Nightline), programma d'attualità locale che nel doppiaggio italiano diviene Linea Cocente, Bite Back! With Kent Brockman (parodia di Fight Back! with David Horowitz), Occhio su Springfield (nell'originale Eye on Springfield, parodia di Eye on LA), che si concentra su notizie di intrattenimento, Springfield Squares e un suo spazio personale per commentare le notizie in Springfield News, "My Two Cents".
Nel nono episodio della seconda stagione, Grattachecca e Fichetto e Marge, Kent Brockman viene più volte presentato dall'annunciatore di Canale 6 come vincitore di un Emmy.
Nel diciannovesimo episodio della terza stagione, Morire come un cane, Brockman vince il jackpot della lotteria di stato ($ 130 milioni), lasciando il notiziario in diretta, salvo poi tornare alla propria postazione per restare a prendere i suoi $ 500.000 annui.
Nell'ottava puntata della settima stagione, Mamma Simpson, si scopre grazie ad un flashback negli anni sessanta che egli ha origini ebraiche e che il suo vero nome è Kenny Brockelstein. Tuttavia, nel fumetto, qualcuno gli ricorda che in realtà all'anagrafe egli risulti Brock Kentman.
Ha un collie sterilizzato di nome Jessica e guida una Mercedes-Benz Classe S (una Pontiac nell'originale), che mette in bella mostra durante il trailer del talk show Occhio su Springfield.
Avendo vinto alla lotteria, è molto ricco, e non perde occasione per ostentare il suo stato sociale. Non è uno dei personaggi principali della serie, tuttavia si trova sempre, in quanto giornalista, sul luogo dei misfatti che accadono a Springfield. È inoltre sovrappeso e in alcune puntate si affida a personal trainer per dimagrire, magari insieme ad altri compagni di sventura come ad esempio Bart.
Dall'età imprecisata, è sposato (ma la moglie non compare mai nella serie) ed è l'amante della meteorologa di Canale 6. Ha una sorella che lavora alla CNN di cui tuttavia non parla mai e due figli piccoli, un maschio e una femmina, che sembrano già essere uguali a lui, se non altro per i capelli.
Quando è nervoso, conclude i suoi servizi dicendo: "Questo è tutto, andate all'inferno!". Il suo motto è: "La democrazia semplicemente non funziona" oppure alla fine di un servizio non sapendo di essere ancora in diretta disse: "Non sgancerò un soldo per la torta di quell'idiota di "...""
Nell'episodio della quinta stagione Homer nello spazio profondo pronuncia la frase "in quanto a me darò il benvenuto ai nostri insetti signori supremi" (in originale "I, for one, welcome our new insect overlords"), diventata celebre e utilizzata anche come meme, sostituendo gli "insetti" (nell'episodio si trattava di formiche) di volta in volta con altro. Celebre anche la citazione, tratta dell'episodio della sesta stagione La cometa di Bart, "L'ho già detto e lo ripeto ancora una volta: la democrazia semplicemente non funziona." ("I've said it before and I'll say it again: Democracy simply doesn't work."). Tra le altre citazioni più o meno famose, troviamo anche questa: Parole dure, parole dure di uomo davvero strano, riferendosi ad Homer, che aveva appena negato in diretta TV di aver mai posseduto un cane.
Inoltre la vera faccia di Kent Brockman è tutto un insieme cascante di pelle e rughe che però, con alcuni trattamenti (tra cui il botox), riesce a nascondere per mostrare al pubblico la sua faccia più umana: lo si può notare nel film, nella scena in cui mentre parla al telegiornale gli casca tutta la pelle coprendogli la faccia, e lui la tira indietro usando una molletta per tenerla ferma.

## Creazione e ispirazione

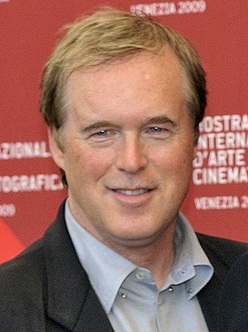
Brad Bird ha disegnato Brockman.

Kent Brockman è apparso per la prima volta in televisione nell'episodio della prima stagione intitolato "Krusty Gets Busted", andato in onda originariamente il 29 aprile 1990. Il personaggio si ispira agli ancoretti di Los Angeles Hal Fishman e Jerry Dunphy. Il regista di "Krusty Gets Busted", Brad Bird, ha disegnato il personaggio e lo ha modellato sull'ancora Ted Koppel. Un'altra influenza sul personaggio è stata Ted Baxter dello show The Mary Tyler Moore Show, interpretato da Ted Knight. Dunphy era orgoglioso del fatto che Brockman fosse basato su di lui e raccontava alle persone che lui era Kent Brockman.

## Influenza culturale
Brockman è responsabile della popolarizzazione dello snowclone "Io, per uno, do il benvenuto ai nostri nuovi [riempi-con-qualsiasi-cosa] signori supremi", talvolta utilizzato per esprimere una sottomissione fittizia, di solito a scopo umoristico. È stato utilizzato nei media, come ad esempio la rivista New Scientist, il Houston Chronicle e Ken Jennings su Jeopardy!: The Watson Challenge (contro Watson). Il monologo di Brockman riguardo allo spacecraft Corvair che viene preso dal controllo di una razza superiore di formiche giganti nello episodio "Deep Space Homer", che ha generato il meme, è considerato uno dei momenti classici dello show. Lo spacecraft trasportava una colonia di formiche per verificare se potessero essere addestrate a ordinare viti minuscole nello spazio, ma sono state rilasciate da Homer per errore. Ciò ha portato a una formica che fluttua davanti alla trasmissione video, apparendo gigantesca a causa della sua vicinanza alla telecamera, momento in cui Brockman si chiede se la "razza superiore di formiche giganti... consumerà gli uomini terrestri catturati o li schiavizzerà" e infine pronuncia la frase "E io, per uno, do il benvenuto ai nostri nuovi signori supremi insetti". L'autore Chris Turner l'ha definita "forse la sua migliore ora come giornalista" e ha detto che è "semplicemente uno dei momenti comici migliori nella storia della televisione.". Il 6 maggio 2014, Stephen Colbert ha fatto riferimento diretto alla frase utilizzandola come sua battuta finale.

## Accoglienza
NME lo ha definito "il più grande giornalista immaginario di tutti i tempi". Paul Semel lo mette fra i peggiori conduttori di telegiornali, perché è un "venduto totale". Nel 2013 Complex lo ha messo al secondo posto in una classifica dei personaggi più sottovalutati dei Simpson.
Gli Hed P.E. citano Kent Brockman nella canzone IFO, contenuta nell'album Hed PE.